# 迪克斯格蘭特 (新罕布什爾州)
迪克斯格蘭特（英語：Dix's Grant）是位於美國新罕布什爾州庫斯縣的一個行政鎮區。

## 地方資料
迪克斯格蘭特的面積為52.28平方千米，當中陸地面積為52.17平方千米，而水域面積為0.11平方千米。根據2020年美國人口普查的數據，當地共有人口0人，而人口密度為每平方千米0人。